# Gheorghe Ciolac
Gheorghe Ciolac (* 10. August 1908 in Nagykomlós, Österreich-Ungarn; † 13. April 1965 in Timișoara, Kreis Timiș) war ein rumänischer Fußballspieler. Er bestritt 116 Spiele in der höchsten rumänischen Fußballliga, der Divizia A, und nahm an der Fußball-Weltmeisterschaft 1934 teil.

## Karriere

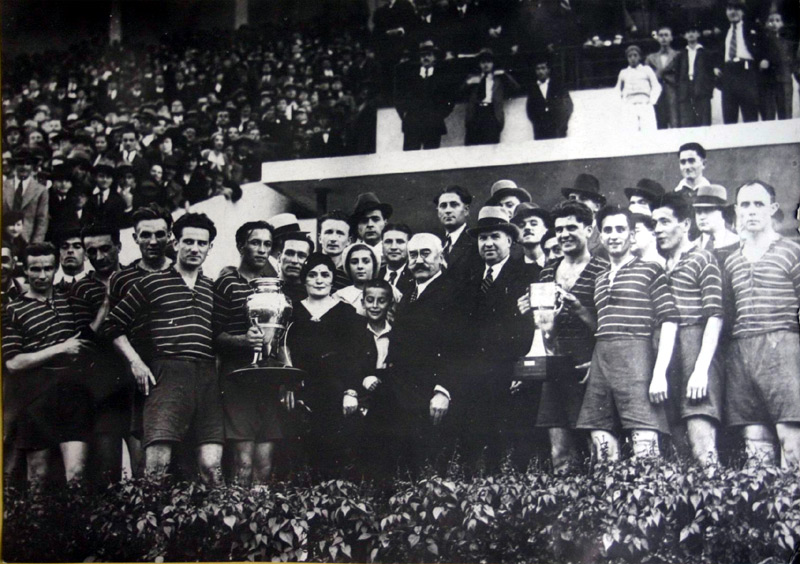
Ciolac (mit dem Pokal) nach dem Pokalfinale 1934

### Verein
Ciolac begann mit dem Fußballspielen im Alter von 14 Jahren bei Politehnica Timișoara. Im Jahr 1924 schloss er sich dem Lokalrivalen Banatul an. Mit Banatul spielte er in der Meisterschaft der Region Timiș. Es gelang zunächst nicht, sich für die Endrunde um die rumänische Fußballmeisterschaft zu qualifizieren, da der rumänische Fußball Mitte der 1920er-Jahre von Chinezul Timișoara dominiert wurde. Erst als Chinezul in finanzielle Schwierigkeiten gerät konnte Ciolac mit Banatul im Jahr 1929 die Meisterschaft von Timișoara gewinnen. Bei der anschließenden Endrunde gelang ihm mit dem Erreichen des Halbfinales der bis dahin größte Erfolg.
Im Jahr 1930 verließ Ciolac Banatul und wechselte zur Profi-Mannschaft von Ripensia Timișoara. Da die rumänische Meisterschaft zur damaligen Zeit den Amateuren vorbehalten war, trug das Team nur Freundschaftsspiele aus. Bei der Gründung der rumänischen Profiliga Divizia A im Jahr 1932 gehörte Ripensia zu deren Gründungsmitgliedern und Ciolac kam am 11. September 1932 zu seinem ersten Pflichtspieleinsatz für seinen neuen Verein. Da Ripensia zu den besten Mannschaften der 1930er-Jahre zählte, konnte Ciolac in dieser Zeit als Spielführer vier Meisterschaften und zwei Pokalsiege feiern. Im Jahr 1941 beendete er seine Karriere.

### Nationalmannschaft
Ciolac absolvierte von 1928 bis 1937 insgesamt 24 Spiele für die rumänische Fußballnationalmannschaft und erzielte 13 Tore. Sein Debüt gab er 6. Mai 1928 gegen Jugoslawien. In seinem zweiten Spiel gegen Bulgarien schaffte er einen Hattrick. Im Jahr 1934 nominierte ihn Nationaltrainer Josef Uridil für die Fußball-Weltmeisterschaft in Italien, setzte ihn aber im einzigen Spiel Rumäniens gegen die Tschechoslowakei nicht ein.

## Erfolge
- WM-Teilnehmer: 1934
- Sieger im Balkan-Cup: 1929–31, 1933, 1936
- Rumänischer Meister: 1932/33, 1934/35, 1935/36, 1937/38
- Rumänischer Pokalsieger: 1933/34, 1935/36